# 10 novembre 2014
Le lundi 10 novembre 2014 est le 314e jour de l'année 2014.

## Décès
- Hélène Nebout (née en 1917), résistante charentaise
- Jacques Bertrand (né en 1953), animateur de radio canadien
- Ken Takakura (né le 16 février 1931), acteur japonais
- Louis Robin (né le 1er mai 1923), personnalité politique française
- Paul Renard (né le 25 avril 1942), professeur français de lettres classiques
- Steve Dodd (né le 1er juin 1928), acteur aborigène australien

- Jovian (née le 10 avril 1994), acteur lémurien

## Événements
- Attentat de Potiskum du 10 novembre 2014
- Sortie de la chanson Blank Space
- Fin de l'expédition 41 (ISS)
- Début de expédition 42 (ISS)
- Sortie de l'album I See You
- Sortie de l'album Paris
- Sortie de l'album Sonic Highways
- Création de l'agence Sputnik
- Sortie de la chanson Uptown Funk
- Publication du dernier chapitre du manga Naruto.